# Episodi di Un passo dal cielo (ottava stagione)
L'ottava stagione della serie televisiva Un passo dal cielo è stata trasmessa in prima visione su Rai 1 dal 9 gennaio 2025. I primi due episodi sono stati pubblicati in anteprima sulla piattaforma streaming RaiPlay il 7 gennaio 2025.
| N° | Titolo                      | Prima TV Italia  |
| -- | --------------------------- | ---------------- |
| 1  | L'uomo dei ghiacci          | 9 gennaio 2025   |
| 2  | La malga dell'alba          | 16 gennaio 2025  |
| 3  | La bella addormentata       | 23 gennaio 2025  |
| 4  | Il figlio del cielo         | 30 gennaio 2025  |
| 5  | Il sentiero oltre le nuvole | 6 febbraio 2025  |
| 6  | La casa dei ricordi         | 20 febbraio 2025 |

## L'uomo dei ghiacci
- Diretto da: Alexis Sweet
- Scritto da: Mario Ruggeri & Elena Santoro

### Trama
In questa nuova stagione, il fratello e la sorella Nappi sono ormai una coppia perfettamente consolidata nelle indagini: Vincenzo è sempre un Vicequestore ligio al dovere, mentre Manuela ha affinato le abilità nello studio della prossemica, diventando una risorsa sempre più importante per la squadra, tanto da aver ricevuto un'opportunità lavorativa dalla Questura di Verona, anche se lei tra le montagne di San Vito sta bene. Lì c'è la sua famiglia e soprattutto c'è Nathan (l' "uomo degli orsi" che ormai collabora con la Polizia e del quale lei si è innamorata), della cui storia si sa poco o perlomeno solo ciò che lui ricorda: è stato trovato nel bosco da una coppia di antropologi che lo ha adottato. Prima, egli ricorda solo che un'orsa se n'è presa cura, poi crescendo ha provato a vivere in società ma, non sentendosi capito, a diciotto anni è tornato nella natura, unico luogo al quale ha sempre sentito di appartenere. 
Dopo aver conosciuto Vincenzo e Manuela, però, si è reso conto che gli esseri umani non sono tutti uguali: di alcuni di loro ci si può fidare e di qualcuno persino innamorare, o almeno questo è ciò che spera Manuela. E' trascorso un anno dalla silenziosa promessa d'amore che i due si sono scambiati al cospetto delle Cinque Torri, e Manuela spera infatti che Nathan le dica di non lasciare San Vito e di rimanere con lui; ma forse Nathan non è ancora pronto, forse, prima di legarsi a qualcuno, ha bisogno di fare chiarezza sul suo passato, di scoprire quale sia la sua vera storia e come sia finito nel bosco da solo, così piccolo.
Mentre sta cacciando, Nathan trova un bambino ferito: avverte immediatamente la Polizia e, in ospedale, uno dei medici lo identifica come Milo, figlio di Sara Frontolan, ex ricercatrice della Origin GeoEngineering, una società che ha lo scopo di studiare il cambiamento climatico. La squadra entra in azione sia per capire il motivo dell'abbandono del piccolo, sia per rintracciare la madre che risulta scomparsa. Inizialmente, si pensa che il compagno Filippo possa averla rapita o uccisa, ma lui si rivela innocente: i due avevano discusso perché quest'ultimo non accettava la visione radicale di Sara: le piaceva vivere a stretto contatto con la natura, alla maniera di Nathan; rigettava le regole della società moderna e voleva crescere Milo lontano dalla civiltà.
Vincenzo e Manuela si recano a parlare con gli scienziati della "Origin" (l'ambizioso Gabriele, Laura, il "braccio destro" di Anderssen, e l'orfana Anna) e il fondatore Stephen Anderssen, idealista e misterioso con il sogno di salvare un ghiacciaio, instilla sospetti nella giovane Ispettrice, che lo ritiene coinvolto nel caso (dato che anche lui disapprovava l'ideologia di Sara); grazie a Nathan, riesce a individuare il rifugio dove viveva la donna, una grotta, e all'interno ne rinvengono il cadavere. L'indagine diventa quindi per omicidio.
Durante le ricerche della madre, Nathan si affeziona molto al piccolo Milo (rivedendo sé stesso abbandonato) e insiste affinché gli venga temporaneamente affidato: i Servizi Sociali negano la richiesta considerando il suo rudere non idoneo al benessere di un bambino, allora Manuela propone a Nathan di ospitarli entrambi nel capanno, e l'affido viene concesso. In una scena, lei gli dice che non vuole più avere paura e lo bacia, lui tuttavia si ritrae affermando di non essere "adatto" per l'amore. Attraverso alcune ricerche online, Manuela scopre il segreto che Anderssen nasconde: è il padre biologico di Nathan, è proprio per recuperare il loro rapporto che si è trasferito a San Vito.
Nel frattempo, la quotidianità di casa Nappi viene rivoluzionata: innanzitutto, dalla comparsa di Nino, lo zio illusionista di Carolina (che si è sposata con Vincenzo), impiegato in un circo itinerante che viaggia sempre con l'amata scimmietta Franca. Per Vincenzo la sua presenza è un incubo, per Carolina rappresenta invece una ventata di magia e follia che potrebbe far bene alla famiglia (oltre a loro, vi sono anche Paolino e Carmela): dopo la nascita della terzogenita Nina, infatti, Vincenzo è diventato ancora più ansioso e iperprotettivo, irritando la moglie che vorrebbe "riaccendere" la loro vita di coppia. Inoltre, un evento drammatico e inaspettato stravolge direttamente Vincenzo, costretto ad imparare ad amare davvero la montagna perché, per la prima volta, dovrà guardarla da un punto di vista completamente nuovo.
- Citazione finale: "Non preoccupatevi per ciò che avete provato e fallito, ma di ciò che vi è ancora possibile fare." (Giovanni Paolo II)
- Guest star: Nino Frassica (zio Nino, zio di Carolina)
- Altri interpreti: Alice Arcuri (Laura), Alberto Boubakar Malanchino (Gabriele), Riccardo Marinari, Emanuele Turetta, Giacomo Martini, Roberta Filannino, Gloria Coco, Sofia Longhini, Alvise Marascalchi (Paolo), Irene Koka (Mela Nappi)
- Ascolti: telespettatori 4 247 000 – share 23,70%[1]

## La malga dell'alba
- Diretto da: Alexis Sweet
- Scritto da: Mario Ruggeri & Elena Santoro

### Trama
Marianna Vanoni, una giovane veterinaria, viene trovata morta su un sentiero di montagna. La prima indiziata è una donna che possiede terreni e animali nella zona e che ha incontrato la vittima prima che morisse; risulta poi che quest'ultima avesse denunciato per stalking Marco Rho, un anziano pastore che vive in una malga ad alta quota. Manuela e Nathan gli fanno visita e lui li accoglie brandendo un fucile: interrogato, emerge che egli era già stato in carcere per una denuncia sporta da Vincenzo (aveva aggredito Marianna nella piazza del paese violando il divieto di avvicinamento). Si insinua il dubbio che potrebbe aver sparato lui al Vice Questore per vendetta, anche se la balistica lo scagiona.
Successivamente, si deduce che dietro all'omicidio vi è in realtà un giro di affari loschi allo scopo di incassare i soldi della Comunità Europea, e che la Vanoni era rimasta coinvolta in una truffa più grande di lei, "orchestrata" dai fratelli e dal padre, proprietari di un caseificio (i quali avevano convinto Marco ad affittare dei campi a propria insaputa - la firma infatti è falsa). I familiari confessano la truffa ma negano di averla uccisa; a farlo è stata la donna che ha rinvenuto il cadavere, perché Marianna intendeva interrompere il raggiro.
Nel frattempo, Vincenzo torna a casa dall'ospedale su una sedia a rotelle, il proiettile che lo ha colpito alla schiena nell'agguato subìto gli ha lesionato il midollo; fortunatamente ci sono speranze che possa tornare a camminare grazie alla fisioterapia. Tutti provano ad adattarsi alla nuova quotidianità e a riorganizzare le rispettive vite: lui vorrebbe continuare ad occuparsi della piccola Nina, ma si sente inutile. A stemperare il clima teso è Huber, che si trasferisce da loro per la notte su invito di Carolina (che sistema anche il divano al piano terra in modo che il marito non sia costretto a salire e scendere le scale), la quale si mostra molto apprensiva verso Vincenzo. Nel momento in cui ella si rende conto che per lui è davvero difficile accettare la propria condizione, gli fa un discorso emozionante in cui afferma che essere una famiglia è come stare su un tandem, si pedala insieme allo stesso ritmo, ma a volte c'è chi spinge più dell'altro: un'esortazione a non abbattersi e ad accettare l'aiuto.
Manuela sostiene il fratello (tenendolo anche aggiornato sulle indagini) ed è sempre più vicina a Nathan: quest'ultimo è inquieto poiché desidera conoscere il proprio passato, ma rifiuta ogni contatto con Anderssen; si reca comunque a parlargli chiedendogli della madre: Stephen gli racconta che si chiamava Miriam e che quando lui è nato, avevano sedici anni. Durante la gravidanza, la donna ha iniziato a isolarsi dalla società: voleva vivere con il piccolo in mezzo alla natura e l'ha portato via da lui. Successivamente, il suo corpo è stato trovato nel fiume Adige, ma il figlio non c'era. Nathan non gli crede e si confida con Manuela, lei vuole vederci chiaro e, attraverso qualche ricerca online, risale alla tomba di Miriam, che visita insieme a Nathan. L'ispettrice scopre anche che Anderssen è stato arrestato, in gioventù, nel corso di una protesta in cui sono morte due persone: in un secondo incontro padre - figlio, l'uomo rivela a Nathan che in realtà è stata Miriam a provocare l'incidente e che lui se n'è assunto la colpa. Lentamente, l' "uomo degli orsi" abbassa le difese erette nei confronti di Stephen, forse non è così cattivo, tanto da invitarlo a trascorrere una serata con lui.
Nathan ha anche degli incubi riguardanti la madre e il luogo in cui hanno vissuto nei boschi, nei pressi di una cascata; chiede a Manuela di accompagnarlo ed entrano in una baita dall'arredamento essenziale. Tra le diverse scene che li vedono protagonisti: lui che osserva con sguardo fiero Manuela tranquillizzare un cavallo ferito e impaurito; lui che si ferma a dormire nel suo capanno per controllare l'animale. Quando Nathan si reca da lei per mostrarle la sella costruita per Vincenzo (infatti Manuela spera che il fratello almeno riesca a cavalcare), lei lo ringrazia con un abbraccio, lui sta per uscire ma torna indietro e le fa una dichiarazione: le dice che fino a quel momento ha sempre creduto di essere destinato a stare da solo, lei gli ha fatto capire che non è così, e se c'è una persona per cui vale la pena cambiare quella è proprio lei; a quel punto la bacia. 
- Citazione finale: ''Non c'è notte tanto lunga e buia da non permettere al sole di risorgere il giorno dopo.'' (Jim Morrison)
- Altri interpreti: Alberto Boubakar Malanchino (Gabriele), Alberto Bergamini, Francesca Masini (Lisa Fabricetti, figlia di Huber), Lisa Lendaro, Lucrezia Lucchetti, Massimo Mesciulam, Paola De Crescenzo, Livio Pacella, Maria Luisa Zaltron, Enrichetta Ranieri Martinotti. Paolo Rozzi, Alvise Marascalchi (Paolo), Leone Girlanda, Irene Koka (Mela Nappi), Brenno Garzelli
- Ascolti: telespettatori 4 101 000 – share 22,55%[2]

## La bella addormentata
- Diretto da: Alexis Sweet
- Scritto da: Mario Ruggeri & Elena Santoro

### Trama
Un cane trova in una radura in mezzo al bosco il cadavere di una ragazza, Marta Ferrara, di 23 anni. Manuela scopre che ella era impiegata in una farmacia a San Vito di Cadore. Sembra caduta in coma: in realtà è crollata in un sonno profondissimo, come se qualcuno l’avesse avvelenata (le analisi lo confermano). I suoi genitori vivono in un paesino nella valle e raccolgono erbe con cui creano prodotti officinali e medicinali naturali; difficile che una persona così esperta abbia ingerito il veleno per sbaglio. La loro figlia è una traditrice, ne sono convinti, perché ha rubato il loro dono e lo ha fatto conoscere in università. A quanto pare i segreti millenari che si tramandano da generazioni sono finiti in mani sbagliate.
Marta frequentava un certo Giulio, professore e compagno di Anna, l'orfana ricercatrice della "Origin" (Stephen l'ha accolta a seguito della morte dei genitori in una tempesta di neve durante la scalata di una montagna) che adora la natura quanto Nathan. La ragazza copre il fidanzato, nonostante sia stato più volte violento: è lui il principale indiziato, avrebbe avvelenato Marta e con lo stesso veleno avrebbe anche corrotto le gare di cavalli sui cui scommetteva. Il suo corpo viene tuttavia rinvenuto privo di vita nel bosco. Parallelamente Manuela continua ad indagare su chi ha sparato a Vincenzo ed emerge che il proiettile non era indirizzato al fratello: infatti il vero bersaglio era Nathan, e un brandello di stoffa con il logo dell'associazione riconduce alla "Origin".
Nappi rientra in ufficio dopo l’incidente che lo ha costretto su una sedia a rotelle. La fisioterapia, oltre alle indagini del caso di Marta, lo tengono impegnato. Il suo obiettivo è alzarsi in piedi e ballare insieme alla moglie in occasione di un evento organizzato per premiare Carolina e il suo vino per aver contribuito alla valorizzazione del territorio. Vorrebbe farle una sorpresa, ma le gambe non sono ancora in grado di reggerlo, inducendolo a decidere di non andare per non metterla in imbarazzo; grazie alla saggezza di Paolo, Vincenzo accompagna Carolina e balla con lei da seduto. Rientrati a casa, lui riesce finalmente ad alzarsi autonomamente tra lo stupore e la gioia dei familiari.
Ad aiutarlo non c’è Huber, che nel frattempo è vittima di un fatto eclatante: stava per comprare un gratta e vinci in un bar quando si è reso conto di non avere il portafoglio per pagare; nell'attimo in cui è andato a recuperare i soldi, il biglietto è stato comprato da Paolo, figlio di Carolina, ed era proprio il biglietto vincente, del valore di 250 mila euro. La famiglia Nappi festeggia, Huber è furioso e lo rivendica: nel corso dell'episodio non si dà pace e fa di tutto per riavere il gratta e vinci, che i Nappi naturalmente non intendono restituire.
Intanto Paolino, innamorato perso della figlia di Huber, e con un bel gruzzolo in tasca, si lancia in una proposta azzardata: compra un anello da 5 mila euro e propone a Lisa di sposarlo. Vincenzo e Carolina sono disperati. Lisa rifiuta dato che è ancora troppo presto e Paolo reagisce male. Successivamente, la ragazza cambia idea e accetta.
Finalmente Nathan e Manuela, dopo diversi tira e molla, iniziano la loro storia d’amore. La loro natura profondamente diversa li porta però a scontrarsi: Nathan vorrebbe rimanere sempre se stesso, mentre Manuela desidera che in alcune circostanze il compagno sia più flessibile.
L’occasione della festa dedicata a Carolina rappresenta per i due un momento di confronto: Manuela manda Nathan in confusione chiedendogli di cambiare, per una sera, il proprio modo di vivere, indossando lo smoking; lui però non si sente a suo agio (riflettendo sulle parole di Anna, che attratta da lui, osserva che se si ama qualcuno, lo si dovrebbe amare così com'è). La poliziotta va in crisi tanto da confessare al fratello che forse Nathan dovrebbe stare con una persona simile a lui. Che sia Anna la donna giusta? 
Stephen apre gli occhi al figlio: mentre ammirano il recinto costruito per i cavalli, l'uomo gli dice che se c'è qualcosa nella sua vita per cui valga la pena adattarsi, deve farlo. Alla fine Nathan segue il suo consiglio e, ancora più convinto che Manuela sia quella giusta, indossa lo smoking e l'accompagna alla festa, rendendola felice: Anna li osserva ballare apparendo gelosa e afferma che, al contrario di Nathan, lei non ha mai trovato qualcuno che le chiedesse di cambiare. Dopo la festa, Manuela e Nathan tornano al capanno e si rincorrono sul prato baciandosi più innamorati che mai.
- Citazione finale: "Se non ti piace come è fatto il mondo, cambialo. Tu hai un obbligo di cambiarlo. Puoi farlo anche un passo alla volta." (Marian Wright Edelman)
- Altri interpreti: Stefano Skalkotos, Alberto Boubakar Malanchino (Gabriele), Sebastiano Kiniger, Alessandro Tocco, Lorenzo Crovo, Beppe Rosso, Monica Codena, Noa Zatta, Alessia Santini, Francesca Masini (Lisa Fabricetti, figlia di Huber), Alvise Marascalchi (Paolo), Irene Koka (Mela Nappi)
- Ascolti: telespettatori 4 172 000 – share 23,00%[3]

## Il figlio del cielo
- Diretto da: Laszlo Barbo
- Scritto da: Mario Ruggeri & Elena Santoro

### Trama
Il figlio di Huber, Tobia, trova un cadavere vicino ad un torrente mentre corre in bicicletta con gli amici: qualcuno gli ha sparato da vicino dritto al cuore. Ben presto emerge che proprio i ragazzi potrebbero essere coinvolti nell’omicidio di Alessio, 25 anni, uno degli espositori del Festival delle mongolfiere nonché proprietario di una mongolfiera che portava in quota i turisti per ammirare i meravigliosi panorami del Cadore da una prospettiva davvero speciale. I fratelli Nappi, con Vincenzo tornato al lavoro provvisto di bastone, indagano: la vittima era in procinto di diventare padre, un cambiamento per lui sconvolgente in quanto amava le mongolfiere e voleva mantenere la propria libertà. Egli aveva litigato con la compagna Teresa solo due giorni prima del decesso e sembra che stesse pensando alla fuga con 25'000 euro in tasca.
Sul luogo del delitto, Nathan individua un capello biondo appartenente a Rebecca, un'amica di cui Tobia è innamorato; il colpo di pistola è partito dalla sua mano, ma lui la sta proteggendo. Huber è seriamente preoccupato che il figlio possa finire in carcere, poi il proiettile viene trovato conficcato in un albero. Successivamente, l'omicidio risulta legato ad un traffico di hashish che Alessio trasportava in Austria sfruttando i tour in mongolfiera. 
Manuela e Nathan vivono un momento di crisi dovuto a un segreto che li allontana: l'ispettrice ha infatti scoperto che la persona che ha sparato a Vincenzo mirava in realtà a Nathan. Perché? Chi c'è dietro? Sicuramente qualcuno della "Origin", l'associazione di Anderssen che sta conducendo osservazioni sullo scioglimento del ghiacciaio. Manuela è preoccupata per Nathan: potrebbe essere in pericolo. 
Durante una cena per l'anniversario dell'associazione alla quale presenziano i colleghi di Stephen, Anna e Nathan, Manuela si intrufola di soppiatto negli uffici alla ricerca di indizi, imbattendosi in un locale che si apre soltanto tramite le impronte digitali. Sul punto di uscire, viene sorpresa da Anderssen. Vincenzo rilascia un mandato di perquisizione per la struttura (intimando a tutti di sospendere temporaneamente qualunque attività) e contemporaneamente viene fermato un pick-up sospetto che trasporta 1500 grammi di anidride solforosa per un esperimento atmosferico illegale, del quale Stephen non sapeva nulla.
Manuela sospetta comunque che l'uomo stia nascondendo un segreto sulla morte di Miriam, madre di Nathan, decidendo di riaprire il caso: sul corpo della donna c'erano dei lividi, dunque prima che finisse nel burrone è avvenuta una colluttazione. Con chi? 
Il rapporto tra Nathan e il padre si sta consolidando, la fiducia dell' "uomo degli orsi" nei confronti di Stephen cresce, tutto per merito di Manuela la quale però nutre dei dubbi sulla figura del ricercatore. Nathan apprende da quest'ultimo che lei si è introdotta negli uffici della "Origin" e si sente tradito; la affronta accusandola di non essersi fidata e tra i due qualcosa si spezza. Pur devastata, Manuela prosegue la propria indagine. Tra loro, inoltre, si insinua Anna, attratta da Nathan e dal suo modo di vivere; man mano che il legame con Manuela si incrina, lui trascorre molto tempo con lei: le dà lezioni di tiro con l'arco e le offre persino ospitalità nel suo rudere prevedendo lo scoppio di un temporale (per evitare che resti bloccata nel bosco da sola). 
Carolina e Vincenzo, tentando di ostacolare il coraggioso progetto matrimoniale di Paolino e Lisa, rischiano di mettere in crisi il loro stesso rapporto e ciò li porta a litigare. Carolina sottopone i due giovani ad una serie di "test" seguendo le indicazioni di una scrittrice nota esperta in problemi di coppia, ma i due sono determinati tanto che ad un certo punto Paolo sale su una scala per raggiungere la fidanzata dal balcone e donarle un mazzo di fiori. Entrambe le coppie si riappacificano.
- Citazione finale: "Ho imparato che quando un neonato stringe per la prima volta il dito del padre nel suo piccolo pugno, l'ha catturato per sempre." (Gabriel García Márquez)
- Altri interpreti: Alice Arcuri (Laura), Stefano Skalkotos, Alberto Boubakar Malanchino (Gabriele), Francesca Masini (Lisa Fabricetti, figlia di Huber), Lucrezia Lucchetti, Pierpaolo Paolino, Marco Cacciola, Francesco Busolin, Camilla Martini, Simone Laviola, Miriam Cappa, Marisa Grimaldo, Alessandro Apostoli, Alvise Marascalchi (Paolo), Leone Girlanda, Irene Koka (Mela Nappi), Brenno Garzelli
- Ascolti: telespettatori 3 917 000 – share 21,50%[4]

## Il sentiero oltre le nuvole
- Diretto da: Laszlo Barbo
- Scritto da: Mario Ruggeri & Elena Santoro

### Trama
La sparizione di Michele, un bambino di cinque anni (Manuel Cuomo), interrompe il matrimonio di sua madre Rosa e del patrigno Mario. Il rapitore potrebbe essere Lucio, ex militare, nonché padre biologico del bambino e grande amore di Rosa. L’uomo, presunto morto in Libano anni prima, è riuscito a tornare a casa, intenzionato a riprendersi la sua famiglia: infatti ha scoperto solo recentemente di avere un figlio ed è così ricomparso come un fantasma. Tuttavia, Mario è ormai quasi un secondo padre per il piccolo Michele. Lucio viene arrestato, ma non vi sono prove sufficienti per trattenerlo in carcere.
Nappi interroga Fabrizio, il fratello minore di Lucio. Rosa trova sotto la porta di casa un bigliettino con una richiesta di riscatto di ben 500 mila euro. Mario è disposto a pagare; durante lo scambio, qualcosa va storto: parte un colpo di pistola. La Polizia sorprende Lucio davanti al cadavere di Mario e con il figlio in braccio: egli viene nuovamente fermato, ma ribadisce la propria innocenza.
Il rapporto tra Nathan e Manuela è ancora incrinato dopo la lite della precedente puntata dovuta ai dubbi dell'ispettrice nei confronti di Anderssen, essendo convinta che sia stato lui ad uccidere Miriam, la madre di Nathan. All'insaputa di Vincenzo, comunque, Manuela si rivolge a Nathan per individuare il luogo in cui è stato nascosto Michele. Nel corso dell'inseguimento del presunto rapitore in alta montagna, i due rischiano la vita insieme, precipitando in una grotta carsica e restandovi intrappolati: Nathan è ferito ad una gamba, tentano di scaldarsi con il fuoco e di ricavare acqua dalla neve, cellulare e radio sono fuori uso. La situazione drammatica e di vicinanza li spinge ad aprirsi l'una all'altro: Manuela confessa a Nathan di averlo visto baciare Anna (che ha approfittato della loro temporanea lontananza) e il ragazzo afferma che per lui quel bacio non ha significato nulla, poi gli rivela di aver riaperto il caso della morte di Miriam e che i segni di colluttazione sul corpo indicano che è stata uccisa. Nathan non vuole però credere che il colpevole sia il padre e che lo lascerebbe nuovamente da solo dopo averlo ritrovato. Le ore passano e le speranze dei due di essere soccorsi iniziano ad affievolirsi: Manuela medica la sua ferita anche se lui è sempre più debole, ma se proprio deve morire è felice di farlo accanto a colei che ama. Nathan le chiede scusa per il modo in cui l'ha trattata riconoscendo che è grazie a lei se lui e il padre si sono riappacificati e che lei voleva solo proteggerlo, poi si baciano. 
Intanto, Stephen avverte Nappi della scomparsa di Nathan e sia lui che la Polizia partono alla ricerca dei due dispersi. Una volta ritrovati, Nathan viene ricoverato in ospedale mentre Manuela riferisce a Stephen tutti i suoi presunti sospetti e annuncia l'apertura del caso, aggiungendo che continuerà ad indagare su di lui finché non avrà le prove che lo inchioderanno. Sul finale della puntata, la ragazza viene trovata ferita e svenuta su una sponda del torrente che scorre accanto alla capanna in cui viveva Nathan da bambino con la madre (luogo conosciuto anche da Stephen).
Nel frattempo, Vincenzo ammette a Huber di voler recuperare un po' di intimità e di passione con Carolina poiché è da molto tempo che non fanno l'amore. Huber gli suggerisce di puntare sul tango argentino, di cui Carolina è appassionata: infatti sta prendendo lezioni da un attraente tanghero appena arrivato a San Vito. Vincenzo è costretto ad affrontare un inaspettato rivale in amore, dato che lui è geloso del ballerino mentre Carolina sembra apprezzarne e ricambiarne l'interesse. Nappi, tuttavia, intende riconquistare la moglie con le parole e una cena a lume di candela: sembra una serata perfetta, ma Carolina sul più bello si addormenta tra le sue braccia. Huber allora inizia a dare lezioni di tango al Vice Questore: il divertimento è assicurato, soprattutto nel momento in cui Vincenzo scopre la vera identità del tanghero. 
- Citazione finale: "Il sole tramonta, ma ogni mattino rinasce. Felice è l'uomo che sa rinnovarsi insieme al creato." (Isaac B. Singer )
- Altri interpreti: Alice Arcuri (Laura), Beniamino Brogi, Alberto Boubakar Malanchino (Gabriele), Francesca Masini (Lisa Fabricetti, figlia di Huber), Serena Limonta (Rosa), Martina Cavazzana, Fabio Tarditi, Francesco Porfido, Giustiniano Alpi, Alvise Marascalchi (Paolo), Pablo Moyano, Manuel Cuomo (Michele Levi)
- Ascolti: telespettatori 4 048 000 – share 22%[5]

## La casa dei ricordi
- Diretto da: Laszlo Barbo
- Scritto da: Mario Ruggeri & Elena Santoro

### Trama
Si getta finalmente luce sull'omicidio di Miriam e su chi voleva uccidere Nathan (colpendo però Vincenzo, finito per un periodo in sedia a rotelle). Manuela sembra sparita nel nulla. Vincenzo sospetta immediatamente di Stephen, che viene fermato e interrogato. Nathan, che ha ricordato che la notte in cui la madre Miriam è morta, era in braccio a lei che correva nel bosco con qualcuno li inseguiva, è divorato dai sensi di colpa: è convinto di non aver protetto Manuela come avrebbe dovuto e il suo istinto lo porta a prendere decisioni azzardate. Ma sarà davvero Anderssen il colpevole, o dietro la scomparsa dell'ispettrice si nasconde qualcosa di più complesso?
Nappi trova la sorella ferita e priva di sensi su una riva del torrente che scorre accanto alla capanna in cui viveva Nathan da bambino con la madre: è stata accoltellata; trasportata d'urgenza in ospedale, i medici attestano subito la gravità delle sue condizioni, tanto da doverle indurre il coma farmacologico poiché ha perso molto sangue. I sospetti di Vincenzo su Stephen aumentano: quest'ultimo potrebbe aver aggredito Manuela dopo aver appreso che il caso della morte di Miriam è stato riaperto. L'uomo, tuttavia, si dichiara innocente. Anche Nathan inizia a pensare che sia stato lui, tra i due avviene un acceso scontro verbale in cui Nathan minaccia Stephen con un coltello alla gola. Successivamente, la nuova sospettata diventa Anna: le telecamere infatti l'hanno ripresa alla "Origin" mentre seguiva Manuela poco prima che la poliziotta si dirigesse nel bosco sul sentiero che conduce all'associazione. 
Fortunatamente, Manuela si sveglia: non sa chi l'ha accoltellata, ma è piuttosto sicura che non sia stata Anna. Qualche giorno prima dell’aggressione del figlio, Stephen aveva proposto a Nathan di andarsene con lui, insieme ai colleghi della "Origin" a cui è stato proposto un progetto sperimentale in Argentina. Anderssen ripete a Nathan di non aver ucciso Miriam, all'epoca ha tentato di stare vicino a lei e al figlio piccolo ma lei non voleva; quando è tornato alla capanna nel bosco tre anni dopo, loro non c'erano e allora ha provato un forte senso di colpa perché, se non se ne fosse andato, forse Miriam sarebbe ancora viva e Nathan non sarebbe cresciuto da solo. A seguito dell'accoltellamento di Manuela, Nathan non crede alle sue parole. 
Le indagini arrivano ad una svolta quando Stephen Anderssen viene ritrovato morto vicino alla capanna in cui era cresciuto Nathan da piccolo. Proprio Nathan viene sospettato dell'omicidio e arrestato, dato che poco prima aveva avuto una colluttazione con lui, minacciandolo con un coltello. Manuela non crede alla sua colpevolezza, ed è determinata a scoprire la verità; insieme a Vincenzo si reca all'ospedale dove era stato avvistato Stephen poco prima della sua morte: così accedono all'archivio dei referti medici dell'ospedale e nella cartella del 1992 scoprono che all'epoca Laura Sostegni, l'assistente di Stephen nonché sua compagna si fece medicare per una ferita da arma da taglio al braccio sinistro che proprio Miriam le procurò nel tentativo di difendersi, poi Laura la spinse nel burrone assieme a Nathan, e Stephen in seguito lo avrebbe scoperto. I due fratelli si recano così alla "Origin" con l'intenzione di arrestarla, ma Laura li minaccia con un fucile e riesce a scappare nel bosco. Anche Nathan, dopo essere fuggito ad Huber venuto a scarcerarlo, dopo aver saputo la verità scappa nel bosco per rintracciare Laura. La donna lo trova e gli spara ferendolo ad un braccio, poi scappa, ma Nathan una volta allontanata si rialza e riprende la ricerca. Anche Manuela si mette sulle tracce di Nathan, ma la ferita al ventre si riapre, perde le forze e trova un aiuto inaspettato da parte di Anna, che le presta soccorso e l'aiuta nelle ricerche. Nathan riesce a ritrovare Laura, che arrivata ai limiti di un burrone confessa gli omicidi dei suoi genitori e di aver tentato di uccidere Manuela e Nathan, accecata dalla gelosia per Stephen e della sua ossessione di ritrovare Nathan. Capendo di aver ormai perso tutto, Laura fa per gettarsi nel vuoto, ma Nathan riesce a prenderle la mano prima che possa precipitare (decidendo quindi di non vendicarsi), viene raggiunto da Manuela ed insieme riescono a salvare la vita a Laura, che viene arrestata. Anna decide di proseguire le attività alla "Origin" con gli altri membri per tenere viva la memoria di Stephen, e consegna a Manuela delle foto recenti dell'uomo chiedendole di farle avere a Nathan (affinché abbia sempre un ricordo del padre). 
Intanto, il commissario è pronto a rischiare il tutto per tutto pur di tornare l’uomo che era prima dell'incidente e riconquistare definitivamente Carolina; mentre Paolino compie un gesto estremo per mettere alla prova l’amore di Lisa, cogliendola alla sprovvista: decide di donare buona parte dei 250 mila euro del gratta-e-vinci in beneficenza (tenendone da parte un po' per gli studi universitari). Carolina, Vincenzo e Huber sono scioccati. Lisa accetta di sposare comunque il ragazzo e accoglie la proposta del padre di ristrutturare il fienile dei Fabricetti. 
Vincenzo si consulta con uno specialista che gli conferma che con la fisioterapia ha fatto progressi, ma non potrà più separarsi dal suo bastone e dovrà rimanere zoppo a vita. Vincenzo potrebbe però affidarsi ad un'operazione rischiosa che potrebbe restituirgli l'uso completo delle gambe, ma anche paralizzarlo, ma sarà l'amore di Carolina a convincerlo ad accettare questa sua nuova condizione. I coniugi Nappi partecipano così al matrimonio tra Paolino e Lisa, che li unisce ancora di più (e che avviene malgrado l'iniziale contrarietà dei rispettivi genitori).
Nathan, ormai rimasto orfano, dichiara nuovamente il suo amore a Manuela, avendo capito che "nessuno si salva da solo" e che solo lei è stata in grado di salvarlo e di dare un senso alla sua vita, e i due si baciano sul tetto del capanno di lei, davanti alle maestose e meravigliose Dolomiti (la scena ricalca quasi esattamente quella del finale della stagione precedente). 
- Citazione finale: "Quando provate dolore nell'anima, guardate le stelle. Quando vi sentite tristi o vi sovrasta la tempesta interiore, uscite fuori e rimanete a tu per tu con il cielo." (Pavel Florenskij)
- Altri interpreti: Alice Arcuri (Laura), Stefano Skalkotos, Alberto Boubakar Malanchino (Gabriele), Francesca Masini (Lisa Fabricetti, figlia di Huber), Letizia Lucchetti, Pierpaolo Paolino, Giulia Francia, Sophie Perazzolo, Salvo Traina, Alvise Marascalchi (Paolo), Irene Koka (Mela Nappi), Brenno Garzelli
- Ascolti: telespettatori 4 233 000 – share 23,30%[6]